# 長谷川正長
長谷川 正長（はせがわ まさなが）は、戦国時代の武将。駿河国小川城主、徳一色（田中）城主長谷川氏当主。通称は藤九郎、官途名は紀伊守。

## 略歴
今川義元に仕え、桶狭間の戦いで義元と父元長が戦死すると、続けて今川氏真に仕えた。
しかし永禄13年（1570年）に甲斐国の武田信玄が駿河に侵攻し、今川氏の支配が崩壊すると、本拠地を放棄して抵抗する今川氏同様に遠江国へ逃れ、三河国から遠江に進出してきた徳川家康に仕えるようになった。
なお、長谷川氏の嫡流は正長ではなく、元長の子の能長（次郎左衛門）が宗家の当主であったと近年の研究では考えられている（藤枝の鬼岩寺の大檀那として記録が残る）。この能長は武田信玄の侵攻直後の永禄12年（1569年）に武田軍に内通して所領を安堵された。これに同調しなかった一族の藤九郎は徳一色城（田中城）に籠城したために攻城戦になったとされるが、この藤九郎が正長のことと考えられている。
元亀3年（1572年）12月22日の三方ヶ原の戦いに参加し、徳川軍が武田軍に大敗する中、奮戦して討死にした。享年37。墓所は焼津市の信香院。
次男の伊兵衛宣次は天正10年（1582年）から家康の小姓を務め、やがて別家を興し旗本となった。この系統の子孫に、火付盗賊改方の長谷川宣以がいる。